# Baćina
 Ovo je glavno značenje pojma Baćina. Za planinu u Hercegovini pogledajte Baćina (planina).
Baćina je naselje u Republici Hrvatskoj, u sastavu Grada Ploča, Dubrovačko-neretvanska županija. 

## Zemljopis
Naselje se nalazi u južnoj Dalmaciji, 3 km sjeverozapadno od Ploča.

## Stanovništvo
Prema popisu stanovništva iz 2001. godine, naselje je imalo 578 stanovnika te 203 obiteljskih kućanstava, a prema popisu iz 2011. godine 572 stanovnika.
| broj stanovnika | 451   | 502   | 381   | 463   | 491   | 499   | 708   | 747   | 290   | 247   | 205   | 115   | 78    | 714   | 578   | 572   | 513   |
|                 | 1857. | 1869. | 1880. | 1890. | 1900. | 1910. | 1921. | 1931. | 1948. | 1953. | 1961. | 1971. | 1981. | 1991. | 2001. | 2011. | 2021. |

## Povijest
Baćinski kraj bio je naseljen još u predantici, a u antici je imao važnu ulogu. Grčki putopisac Pseudo-Skilak spomenuo je da je ovdje bilo donje trgovište. Potvrda je pronađena vrlo kasno, tek u drugoj polovici 2010-ih, kad su otkriveni trgovište i pristanište iz 4. st. pr. Kr., na kojemu su pronađeni ulomci grčkih i ilirskih posuda.

## Spomenici i znamenitosti
Baćina je bila važno mjesto za nacističku Njemačku. Na brdima iznad jezera Crniševo (Trniševo) bilo je 10-ak nacističkih bunkera s kojih su Nijemci koristili za kontroliranje ulaza u Porto Tolero, današnju luku Ploče iz koje su Nijemci i Talijani izvozili bakar, boksit i ostale rude iz NDH.
Na položaju Sladinac su ostatci antičkih zidova i mozaika rimskog naselja Praetoria. Tu su nađeni ostatci starokršćanske bazilike iz 6. stoljeća. Kraj ruševina crkve sv. Andrije nalazila se nekropola stećaka, uglavnom sanduka i ploča.

### Sakralni objekti

#### Župna crkva svetog Jurja Mučenika
Crkva se prvi put spominje 1621. Srušena je, a na njezinom je mjestu 1872. sagrađena današnja crkva duga 18 i široka 6 metara. Komunističke vlasti nisu dopuštale bogoslužje, pa ni njen popravak unatoč krovu koji se urušavao. Vlast je skinula zvona 1958. i zakopala ih nedaleko od Peračkog blata. Zvona su pronađena 1993. i vraćena na zvonik uz blagoslov splitsko-makarskog nadbiskupa mons. Ante Jurića, na blagdan sv. Jure. To je bilo prvo bogoslužje u crkvi od 1941. Crkva ima zvonik na preslicu, a na oltaru je slika sv. Jure, djelo Filipa Naldija iz druge polovice 18. stoljeća.

#### Crkva svetog Luke
Nalazi se na brežuljku Kruševu, a gradnja vjerojatno datira kada i prva crkva Svetog Jure. Iznad pročelja je mali zvonik na preslicu za jedno zvono. Duga je 10,50 i široka 5,50 metara. Talijanska vojska 1943. je s nje bacila zvono koje je pronađeno i vraćeno na zvonik 1993. kada je crkva popravljena. Ni u ovoj crkvi komunističke vlasti nisu dopuštale ni bogoslužje ni popravak. Crkva se nalazi na lokalitetu nekropole stećaka od kojih je jedan uzidan u temelje crkve.

#### Kapelica svetog Ilije Proroka
Sagrađena je 1863. godine kod župne kuće za svakodnevne potrebe župnika. S obzirom na to da da svećenik u Baćinu nije smio dolaziti, ostala je napuštena i tijekom vremena postala je ruševina.

### Zaštićena kulturna dobra
- Ruševine crkve sv. Andrije
- Arheološko nalazište Zađe s ostacima ville rustice
- Crkva sv. Luke
- Crkva sv. Jurja s ostatcima antičke villae rusticae
- Spomenik palim borcima i žrtvama fašističkog terora s kosturnicama

## Poveznice
- Baćinska jezera